# Grebenzen
Grebenzen est un parc naturel, une montagne (1 892 m) ainsi qu'une station de ski de taille moyenne, situés près de Sankt Lambrecht dans le sud-ouest du Land de Styrie en Autriche.
La station de ski a été fondée en 1966.
Le domaine skiable est desservi par un télésiège 4 places partant du bas des pistes (création en 2000), ainsi que par cinq téléskis de conception ancienne. Les pistes de ski offrent - à l'exception de la piste située sur la partie inférieure du domaine, homologuée FIS - un relief relativement « naturel » car accidenté et offrant des ruptures de pentes que d'autres stations de ski plus huppées chercheraient à niveler en période estivale. Le niveau de difficulté des pistes est ainsi en réalité bien supérieur à la cotation "bleu" qui caractérise la majorité du domaine sur le plan officiel des pistes. Ce niveau d'infrastructures relativement dépassé ainsi que la forte concurrence locale expliquent sans doute que le domaine soit relativement peu fréquenté.
Seul le sommet du domaine, relativement arrondi, est situé au-dessus de la limite de la forêt, et permet ainsi une vue sur les sommets avoisinants. Le retour en fond de vallée est possible par deux pistes principales, la piste bleue la plus excentrée étant en grande partie une route enneigée - naturellement - qui rejoint directement le village, et oblige de porter les skis pour retrouver les remontées mécaniques.
Grebenzen est membre du regroupement de stations de ski Murtaler Skiberge.
Une piste de luge d'été y a été développée en 2002.